# Calao d'Austen
Anorrhinus austeni
Espèce
Statut de conservation UICN

 NT  : Quasi menacé
Statut CITES
Le Calao d'Austen (Anorrhinus austeni) est une espèce d'oiseaux de la famille des Bucerotidae.

## Répartition
Cet oiseau vit notamment en Indochine et en Inde.

## Taxinomie

### Synonymes
- Anorhinus austeni Jerdon, 1872 (protonyme)
- Anorrhinus tickeli austeni Jerdon, 1872
- Ptilolaemus tickeli austeni (Jerdon, 1872)
- Ptilolaemus austeni (Jerdon, 1872)